# Mohammed el-Saoui
Mohammed abdel Moneim el-Saoui (2 novembre 1956) est un homme d'affaires et un homme politique égyptien.

## Carrière
Homme d'affaires lié à la culture, il dirige la Alamia Publishing & Advertising Co. depuis 1980 et crée en 2003 l'un des centres d'art les plus actifs du Caire dans les années 2000, le El Sawy Culture Wheel (en) sur l'île de Zamalek.
Il est nommé ministre de la Culture dans l'éphémère gouvernement Ahmed Chafik en 2011. Au moment de sa nomination, plus d'une centaine d'artistes descendent devant le ministère pour protester contre plusieurs affaires de censure du El Sawy Culture wheel.
Il fonde son propre parti et parvient à se faire élire député de la circonscription de Gizeh durant les élections législatives libres de 2012 et à présider le groupe de travail sur la Culture, les Médias et le Tourisme de l'Assemblée du peuple de l'Égypte. Il est le seul député non-islamiste (PLJ et al-Nour) à présider un groupe de travail avec celui des Droits de l'homme. Il demande dans ce cadre une enquête sur la corruption et le favoritisme du conseil d'administration de la Bibliothèque d'Alexandrie dirigé par Suzanne Moubarak et Ismaïl Serageldin.